# Cumpleaños feliz (canción de Parchís)
«Cumpleaños feliz» es una canción interpretada por el grupo infantil español Parchís, que se publicó por primera vez en 1981.

## Historia
La canción formó parte del LP Parchís y sus amigos (1981) de la discográfica Belter y se emitió por televisión en el programa La cometa blanca. El tema resultó el más popular del disco, por lo que al año siguiente se incorporó como canción principal de un nuevo LP, llamado precisamente Cumpleaños feliz. El mismo 1982 la canción fue grabada y publicada por el grupo infantil Regaliz.
30 años después de su primera publicación, la canción era de nuevo grabada por la banda que pretendió ser la recreación del grupo original y que se llamó Nuevos Parchís.

## Popularidad
La canción ha llegado a convertirse en uno de los títulos más recordados del grupo, manteniendo su popularidad y vigencia en las siguientes décadas, hasta el extremo de identificar a la banda precisamente por la canción  y de competir en España con el clásico Happy Birthday to You, como sintonía preferida para felicitar aniversarios, especialmente como consecuencia del altavoz que suponen las redes sociales. Así, en noviembre de 2020, la canción contaba con más de 92 millones de visitas en Youtube.
En este sentido, la prensa en diferentes ocasiones se ha hecho eco de la conmemoración de aniversarios de celebridades precisamente con este tema, como es el caso de Raphael en 2003 o Malú en 2014.